# Бозенбах
Бозенбах (нім. Bosenbach) — громада в Німеччині, розташована в землі Рейнланд-Пфальц. Входить до складу району Кузель. Складова частина об'єднання громад Альтенглан.
Площа — 8,16 км2. Населення становить 673 ос. (станом на 31 грудня 2020).

## Галерея

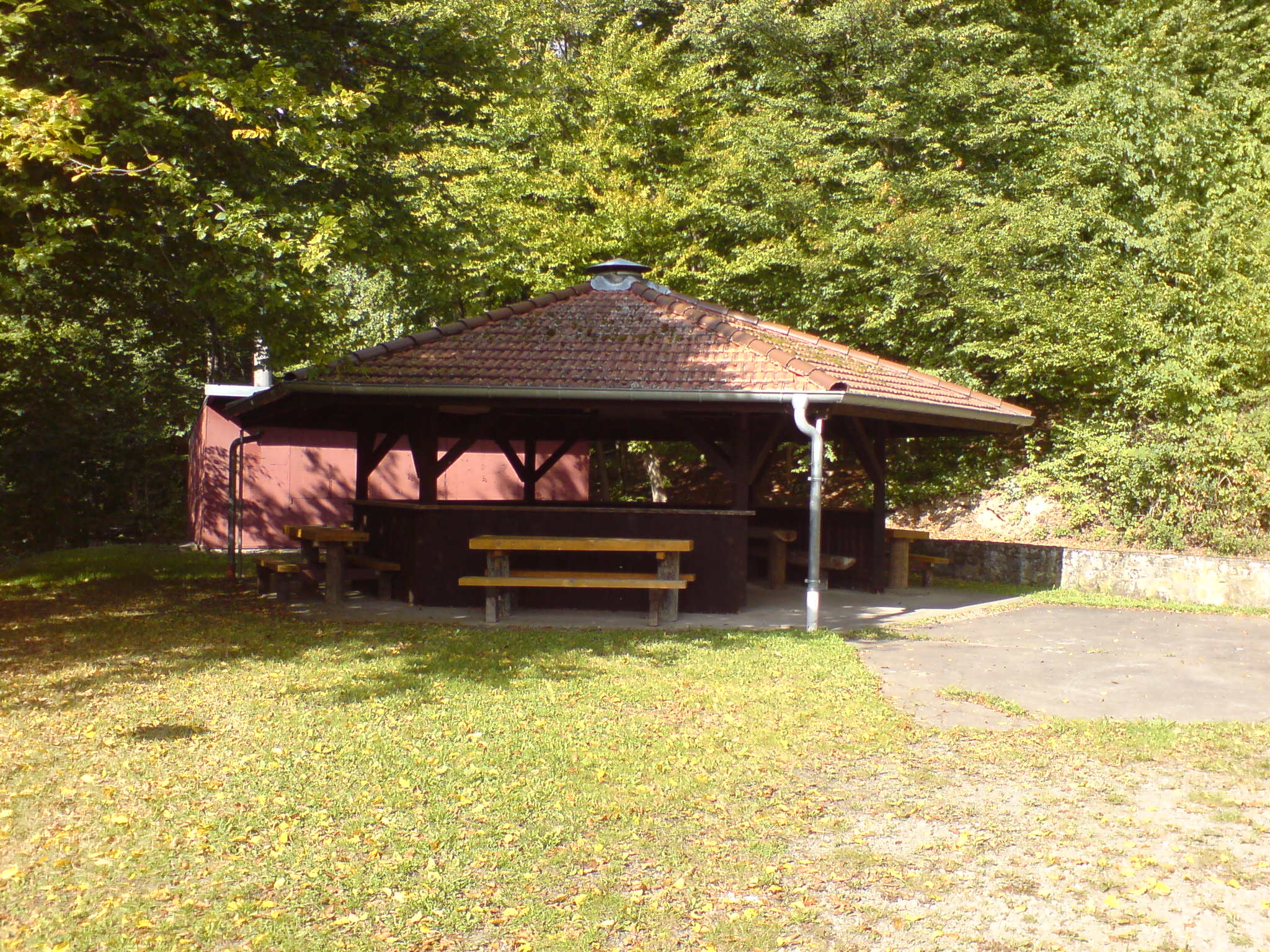